# Julianus Egidius Bogaers
Julianus Egidius Alphonsus Theresia „Jules“ Bogaers (* 26. Mai 1926 in Cuijk; † 10. September 1996 in Nijmegen) war ein niederländischer Provinzialrömischer Archäologe. Über fünf Jahrzehnte war er der wohl maßgebliche Forscher zum Limes in den Niederlanden.

## Leben
Julianus Bogaers, Sohn eines Großhändlers, besuchte bis 1944 das katholische Bisschoppelijk College in Roermond und begann danach ein Studium der Klassischen Philologie an der Universität Nijmegen. Dort wurde er 1955 mit der Arbeit De Gallo-Romeinse tempels te Elst in de Over-Betuwe bei Josef F. de Waele promoviert. Fünf Jahre später folgte an selber Stelle die Habilitation mit der Schrift Civitas en stad van de Bataven en Canninefaten. Zunächst arbeitete Bogaers seit 1949 für den Rijksdienst vor het Oudheidkundig Bodemonderzoek (ROB), 1959 wechselte er an die Universität Nijmegen, wo er als Professor für die Archäologie der Römischen Provinzen bis zu seiner Emeritierung 1991 lehrte. Er führte Ausgrabungen in Cuijk, Maastricht, Heerlen, Roomburg und Roermond durch. Seine wichtigste Ausgrabung wurde jedoch die von der Universität getragene Grabung bei den Römerlagern von Nijmegen.
Bogaers erlangte internationale Anerkennung als führender Experte der römischen Provinzarchäologie, mit besonderem Schwerpunkt auf der Limesforschung. Insbesondere interessierte er sich für die Epigraphik, ohne dabei jedoch die anderen Realien unbeachtet zu lassen. Er galt als kritischer Geist und brillanter Analytiker. Er war verheiratet, hatte vier Kinder und lebte mit seiner Familie in Amersfoort.
Sein Bruder Pieter Bogaers war 1963 bis 1966 Minister für Bauwesen und Raumordnung sowie 1966 kurzzeitig Minister für Verkehrswesen und Wasserstraßen.

## Schriften (Auswahl)
- De Gallo-Romeinse tempels te Elst in de Over-Betuwe (= Nederlandse Oudheden 1). Staatsdrukkerij, Den Haag 1955.
- Deae Nehalenniae. Gids bij de tentoonstelling. Nehalennia, de Zeeuwse godin, Zeeland in de Romeinse tijd, Romeinse monumenten uit de Oosterschelde, Stadhuis Middelburg, 17/6-29/8 1971. Middelburg 1971.
- Herausgeber mit Christoph B. Rüger: Der Niedergermanische Limes. Materialien zu seiner Geschichte (= Kunst und Altertum am Rhein, Nummer 50). Rheinland-Verlag/Habelt; Köln/Bonn 1974, ISBN 3-7927-0194-4.
- Vreemd geld van het Kops Plateau. In: Numaga. Tijdschrift Gewijd aan Heden en Verleden van Nijmegen en Omgeving 25, 1978, S. 17–26.
- mit Jan Kees Haalebos: Opgravingen in de Romeinse legioensvestingen te Nijmegen
  - I (Berg en Dalsweg-Huygensweg, 1973-1974). In: Oudheidkundige Mededeelingen van het Rijksmuseum van Oudheden te Leiden 57, 1976, S. 150–196.
  - II. (ten oosten en noorden van de Praetoriumstraat, 1974-1975). In: Oudheidkundige Mededeelingen van het Rijksmuseum van Oudheden te Leiden 58, 1977, S. 75–157.
  - III. (Canisiuscollege, Hoge Veld, 1975-1977). In: Oudheidkundige Mededeelingen van het Rijksmuseum van Oudheden te Leiden 61, 1980, S. 40–111.
- mit Petrus Stuart: Nehalennia. Römische Steindenkmäler aus der Oosterschelde bei Colijnsplaat. Rijksmuseum van Oudheden, Leiden 2001, ISBN 90-6255-046-0, ISBN 90-74938-11-6.